# Andreasskolen
Andreasskolen er en kristen friskole i Holbæk med skoleleder Janne Gammelmark Pedersen.
Skolen er oprettet i 1975. Den rummer omkring 230 elever med maks. 22 elever i hver klasse.
Skolen har klassetrin 0.- 9. klasse. Det kristne livssyn er grundlaget for den undervisning, de giver, og for den måde, de møder deres elever på.
Alle lærere har overvejende kristen baggrund, hvor de enten er fra folke- eller fra frikirker. Man behøver ikke være kristen for at blive elev på skolen.